# Bouakea
Bouakea is een kevergeslacht uit de familie van de boktorren (Cerambycidae). De wetenschappelijke naam van het geslacht werd voor het eerst geldig gepubliceerd in 2003 door Adlbauer.

## Soorten
Bouakea is monotypisch en omvat slechts de volgende soort:
- Bouakea bicoloricornis Adlbauer, 2003